# Петер Фікер
Петер Фікер (порт. Peter Ficker, 8 червня 1951) — бразильський яхтсмен.
Бронзовий призер Олімпійських Ігор 1976 року в класі Летючий голандець, учасник 1972 року.